# Сталинские высотки

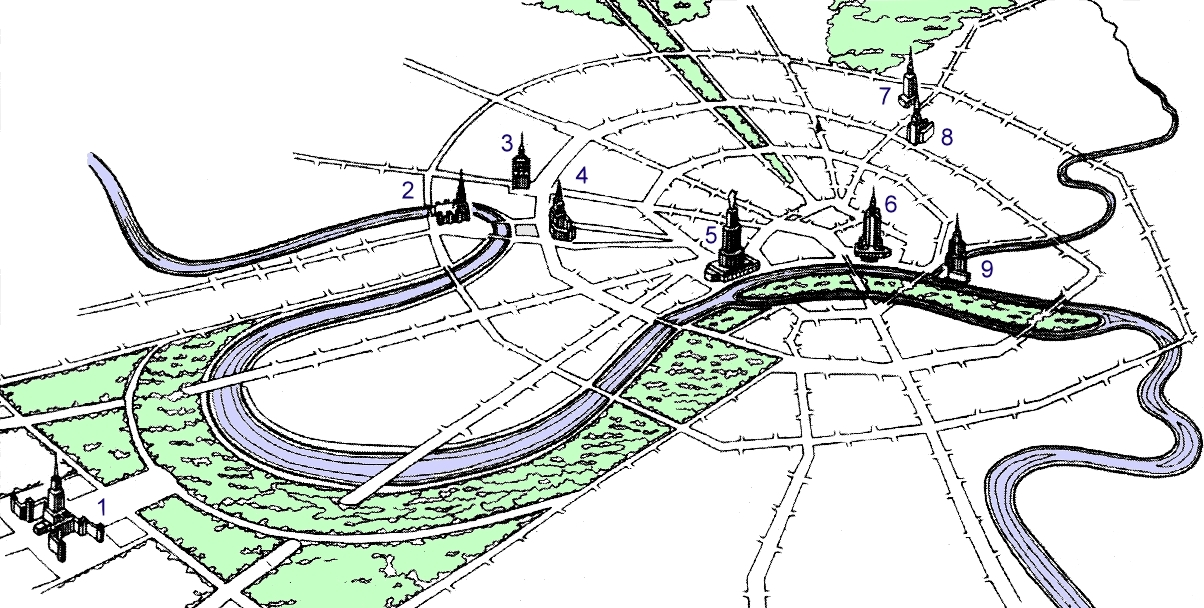
Проект высоток на панораме Москвы:
1 — здание МГУ
2 — гостиница «Украина»
3 — жилое здание на Кудринской площади
4 — здание МИД СССР
5 — Дворец Советов (не построен)
6 — административное здание в Зарядье (не построено)
7 — гостиница «Ленинградская»
8 — административно-жилое здание на пл. Красных Ворот
9 — жилое здание на Котельнической набережной

1 — МГУ

2 — дом на Котельнической набережной

3 — гостиница «Украина»

4 — здание МИД

5 — дом на Кудринской площади

«Ста́линские высо́тки» — семь высотных зданий, строившихся в Москве в 1947—1957 годах. Иногда «сталинскими высотками» также называют здания, построенные в похожем стиле примерно в тот же период в ряде других городов СССР и других стран.
Во многих иностранных путеводителях эти здания называют «семь сестёр».

## Предыстория

Проект Дворца Советов

В 1922 году на Первом Всесоюзном съезде Советов возникла идея сооружения в Москве Дворца Советов, которая не покидала Сталина до конца его жизни. Первый проект (Дворец Труда) к реализации принят не был. В 1931 году организовали Всесоюзный конкурс на лучший проект Дворца Советов, в котором приняли участие известные архитекторы и трудящиеся. Всего было представлено 160 работ, тем не менее, проекта, отвечающего всем требованиям, представлено не было, и в 1932—1933 годах проектирование продолжили. За основу в итоге был принят проект Б. Иофана, окончательную доработку которого он делал совместно с архитекторами В. Щуко и В. Гельфрейхом. Здание высотой 420 метров должно было стать самым высоким в мире на тот момент, иметь 100 этажей и венчаться гигантской скульптурой Ленина. Дворец решено было построить на месте прежнего Храма Христа Спасителя. В 1931 году Храм был взорван, и в 1939 году началось строительство. Во время Великой Отечественной войны стройку приостановили, а после её окончания возобновить такую гигантскую стройку уже не смогли. Станция московского метро «Дворец Советов» была переименована в «Кропоткинскую», а в котловане был устроен открытый бассейн «Москва».

## История
После окончания Великой Отечественной войны руководство страны вернулось к идее строительства высотных зданий в Москве. По предложению И. В. Сталина, 13 января 1947 года Совет министров СССР принял постановление «О строительстве в Москве многоэтажных зданий», где были описаны планы по строительству восьми высотных зданий. Предполагалось, что количество зданий должно символизировать 800-летие Москвы, отмечаемое в 1947 году, и все они были заложены в день юбилея. Однако строительство последнего, центрального и самого высотного из восьми зданий, которое велось на месте снесённого китайгородского района Зарядье, было прекращено после смерти Сталина. На стилобате этого здания позже к 1967 году возвели гостиницу «Россия», которую в XXI веке снесли, а место отдали под парк Зарядье. Как утверждает Александр Васькин, первые восемь высоток представляли собой лишь начало грандиозного архитектурного проекта, цель которого состояла в том, чтобы застроить высотными зданиями всю Москву. Кроме того, в каждом крупном областном центре и в столицах союзных республик также должны были появиться свои высотки.
Авторам проектов московских высотных зданий удалось создать оригинальные архитектурные решения, получившие в специальной литературе название сталинский ампир или советский монументальный классицизм. К строительству зданий привлекались лучшие специалисты того времени, например В. А. Сапрыкин. Использовался труд заключённых и немецких пленных, при этом советская пропаганда утверждала, что это «комсомольцы-энтузиасты». Как отмечает Александр Васькин, без привлечения труда заключённых, высотки могли и не появиться.

## Архитектура
Сталинские высотки являются вершиной послевоенного «советского ар-деко» в городской архитектуре, они должны были стать окружением так и не возведённого Дворца Советов. Выдержанные в духе «высоток» здания возведены в тот же период в Риге, Варшаве, Бухаресте и Киеве — урезанный вариант гостиницы «Москва» (ныне «Украина»): первоначальный проект пострадал из-за Постановления об архитектурных излишествах. Из-за постановления был изменён проект здания главного учебного корпуса Челябинского политехнического института — по проекту 1952 года корпус должен был быть высотным и венчаться шпилем, однако в 1957 году стройка была прекращена, возведено только 7 этажей; первоначально запланированный вид здания (с небольшими ситуационными изменениями) был реализован только при реконструкции в 2004 году. Изначальный проект Дома Советов в Воронеже, выполненный автором главного здания МГУ Л. В. Рудневым, предполагал, что здание увенчает двухъярусная башня в стиле сталинских высоток. Проект был изменён уже в ходе строительства: после начала борьбы с «архитектурными излишествами» в 1955 году новый проект здания (без башни) выполнил воронежский архитектор А. В. Миронов.
Архитектура «сталинских высоток» по стилю перекликалась со зданиями муниципалитета на Манхэттене, Вулворт-билдинга и самого высокого на то время небоскрёба Эмпайр-стейт-билдинг в Нью-Йорке.

## Семь высотных зданий

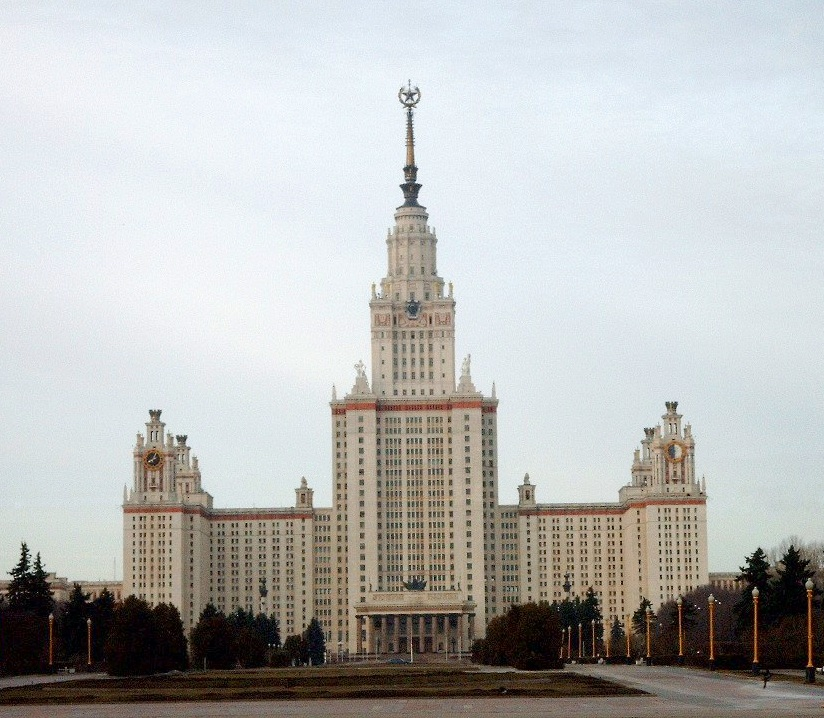
Главное здание МГУ

### Главное здание МГУ на Воробьёвых горах
55°42′11″ с. ш. 37°31′49″ в. д.
До строительства «Триумф-Паласа» главное здание МГУ на Воробьёвых горах на протяжении более чем полувека было самым высоким зданием в Москве: высота 240 м, этажность центрального объёма — 36. Выстроено в 1949—1953 годах (архитекторы Л. В. Руднев, С. Е. Чернышёв, П. В. Абросимов, А. Ф. Хряков, В. Н. Насонов). Является центром огромного комплекса Московского университета, первоначально уже насчитывавшего 27 зданий.
В Главном здании размещены механико-математический, геологический и географический факультеты, администрация, научная библиотека, музей, актовый зал на 1500 человек. В боковых флигелях — жилая зона (общежитие для студентов, квартиры профессорско-преподавательского состава). Как и другие «высотки» административно-жилого характера, оно было задумано как дом с замкнутой коммунально-бытовой инфраструктурой (кинотеатр, почта, предприятия бытового обслуживания и так далее).
Первоначальный проект здания не имел шпиля, на крышу вместо него должны были поставить памятник Ломоносову.

### Гостиница «Украина»
55°45′05″ с. ш. 37°33′55″ в. д.

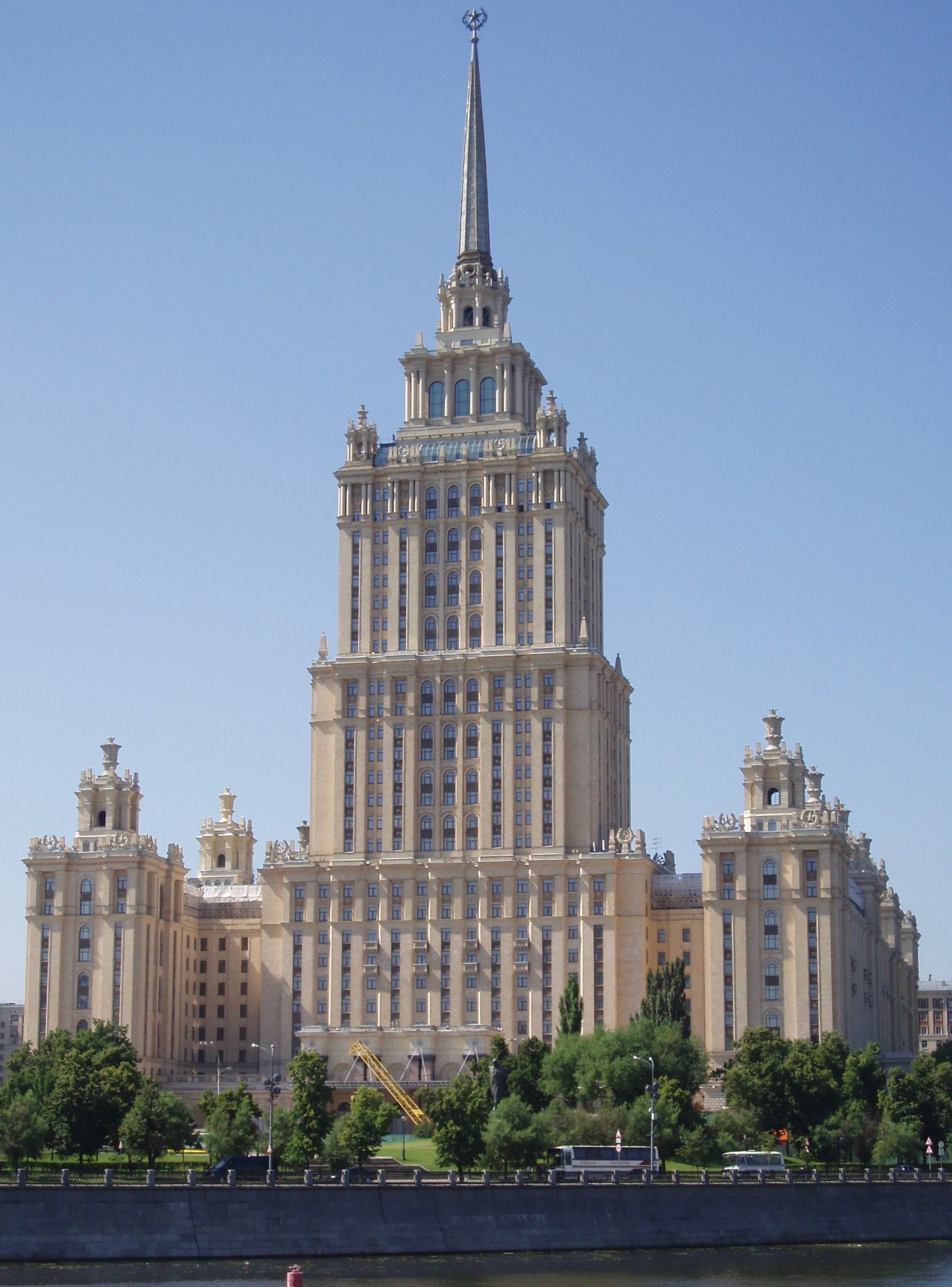
Гостиница «Украина»

Вторая по высоте 206-метровая «высотка» (Кутузовский просп., 2/1) построена в 1953—1957 годах (архитектор А. Г. Мордвинов при участии В. К. Олтаржевского, В. Г. Калиша, инженера П. А. Красильникова), став, таким образом, последней по времени сооружения. Центральный объём включает 34 этажа. Здание открывает Кутузовский проспект — новую московскую магистраль, созданную в послевоенное время. В пристроенных крыльях расположены 257 квартир.
28 апреля 2010 года гостиница «Украина» после завершения масштабной реставрации начала работать под новым названием Radisson Royal Hotel Moscow.

### Жилой дом на Котельнической набережной
55°44′50″ с. ш. 37°38′34″ в. д.

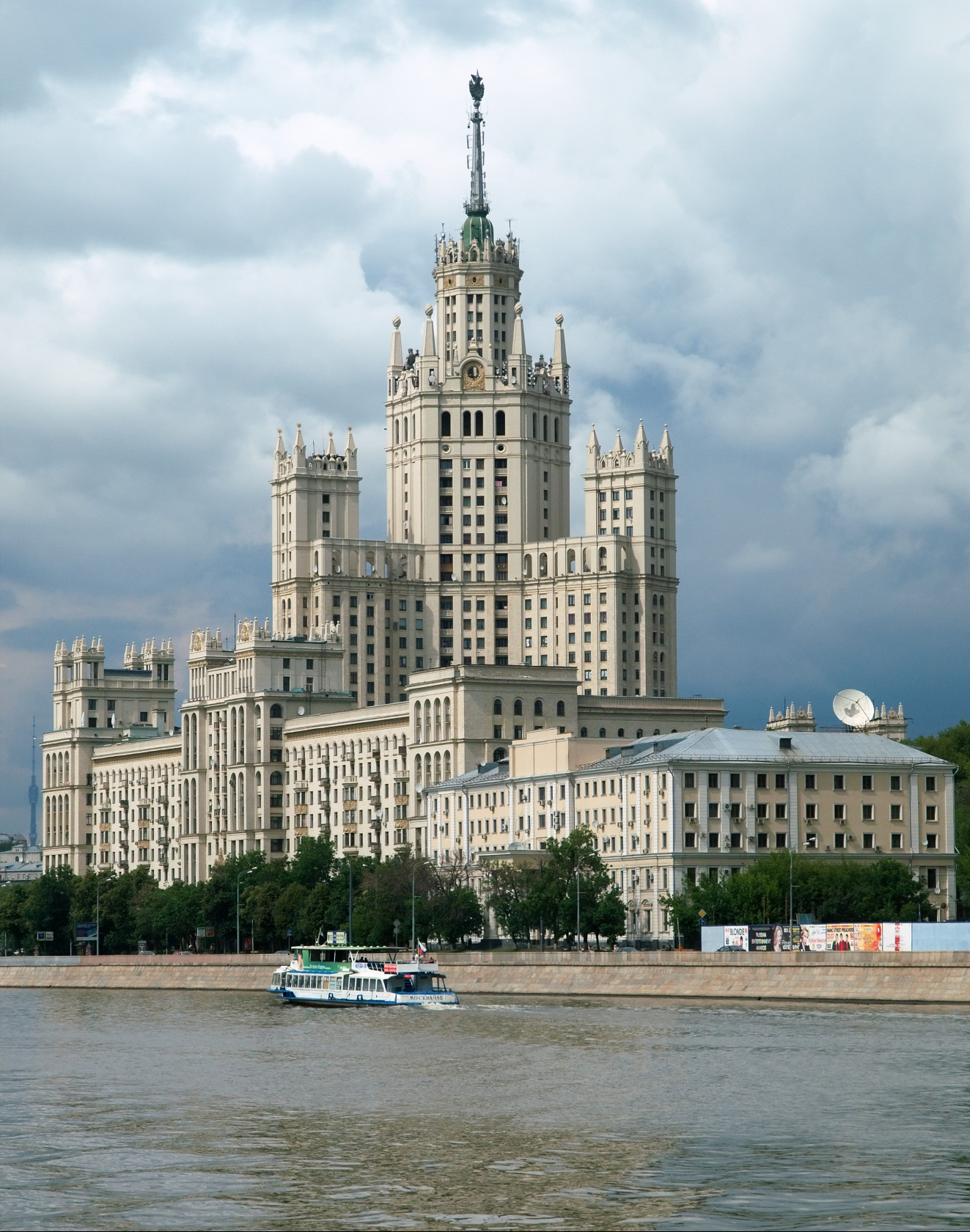
Жилой дом на Котельнической набережной

Дом (Котельническая набережная, 1/15), замыкающий перспективу от Кремля к устью Яузы, строился в 1938—1940 (по первому проекту) и 1948—1952 годах (по проекту сталинских высоток, архитекторы Д. Н. Чечулин, А. К. Ростковский, инженер Л. М. Гохман). Центральный объём имеет высоту 176 метров и насчитывает 32 этажа. В здании находятся 700 квартир, магазины, почтовое отделение, кинотеатр «Иллюзион», музей-квартира Г. С. Улановой. Курировал строительство, в том числе настоял на выборе площадки для строительства дома Лаврентий Берия.

### Здание Министерства иностранных дел
55°44′46″ с. ш. 37°35′04″ в. д.

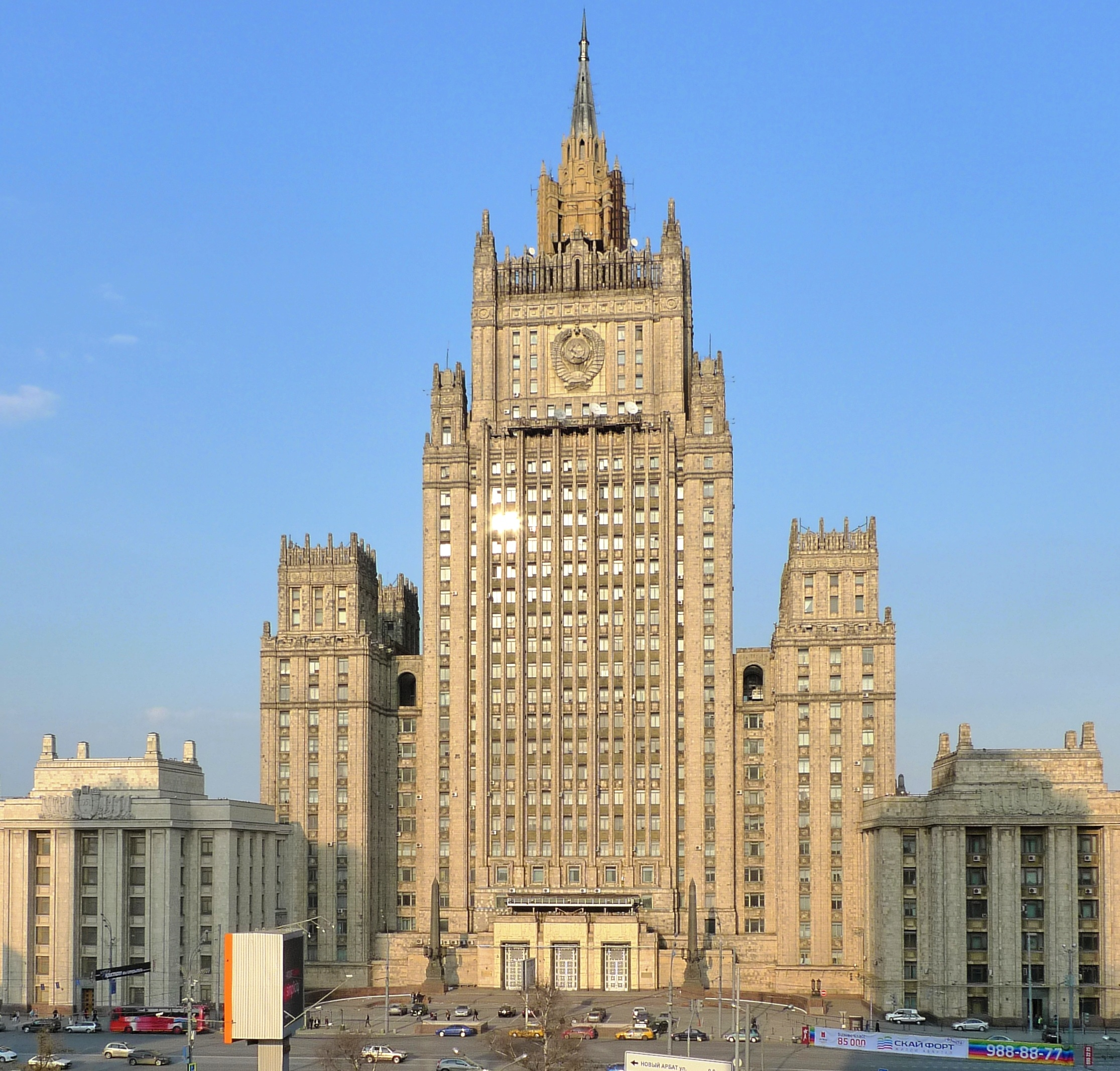
Здание Министерства иностранных дел России

Высотка (Смоленская-Сенная пл., 32/34) построена в 1948—1953 годах (архитекторы профессор В. Г. Гельфрейх, М. А. Минкус). Центральный объём включает 27 этажей, высота здания — 172 м. Здание завершает панораму с Бородинского моста, образуя площадь. В здании располагается Министерство иностранных дел Российской Федерации (МИД России). Характерной особенностью высотки является огромный герб СССР на её фасаде. Герб, смонтированный из железобетона, расположен на высоте 114 м и занимает площадь в 144 м².
Первоначальный проект здания не имел шпиля, но впоследствии план был доработан. Причина изменений точно не известна, но согласно распространённой легенде тут не обошлось без личного указания Сталина. Расчёты показали, что здание не выдержит каменной надстройки, поэтому шпиль соорудили из листовой стали, окрасив охрой, поэтому заметно было, что он заметно отличался по цвету от основного объёма здания. В настоящее время шпиль перекрашен, и различие практически отсутствует.
Здание МИД — единственная из семи высоток, чей шпиль не увенчан пятиконечной звездой. Вероятная причина этого состоит в том, что шпиль здания оказался очень хрупким и не мог выдержать веса звезды.

### Жилой дом на Кудринской площади
55°45′32″ с. ш. 37°34′50″ в. д.

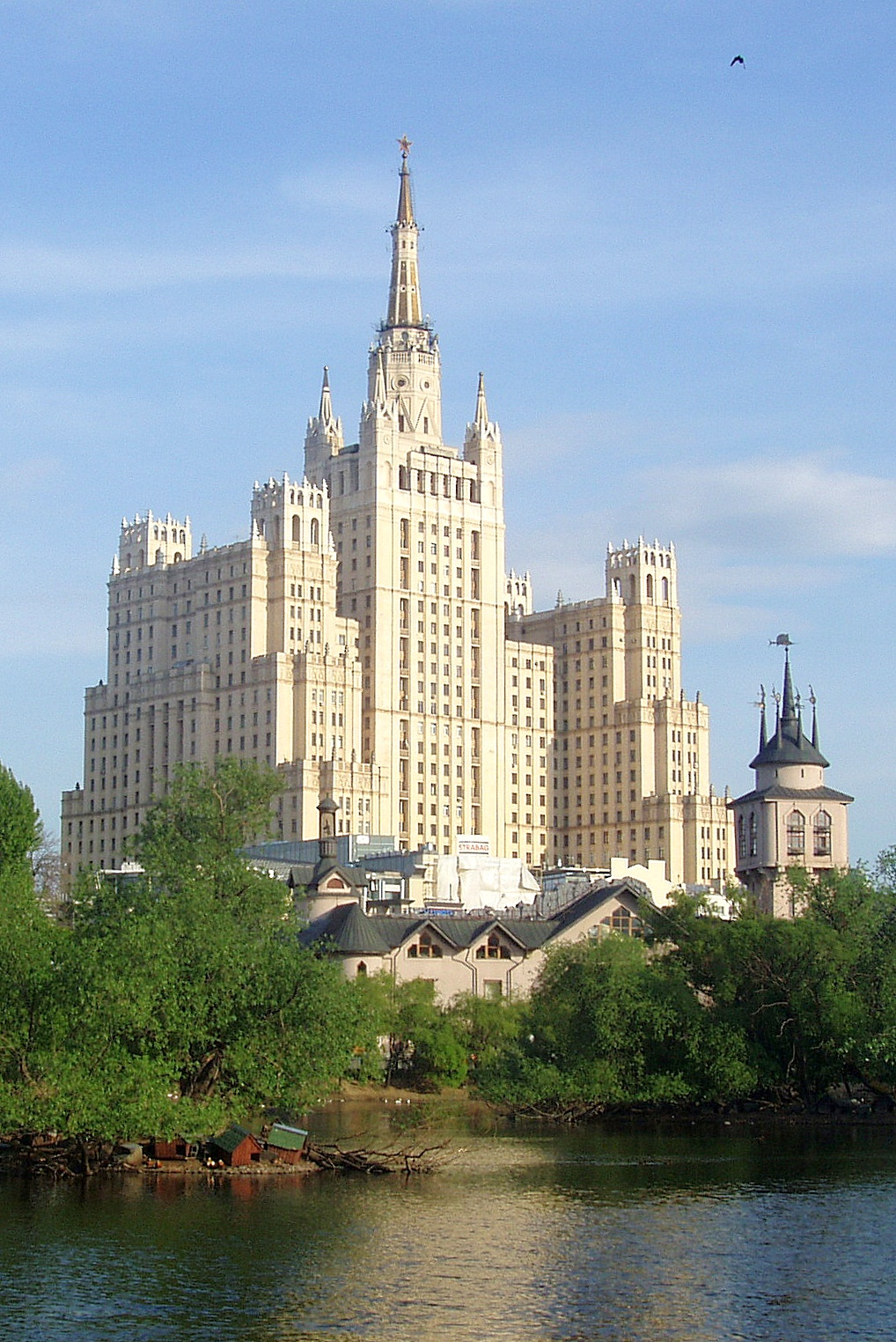
Жилой дом на Кудринской площади

Дом на Кудринской площади (назывался «Высотка на площади Восстания», так как Кудринская пл. с 1925 по 1992 год именовалась площадью Восстания) построен в 1948—1954 годах по проекту архитекторов М. В. Посохина, А. А. Мндоянца и конструктора М. Н. Вохомского.
Здание состоит из центрального (24 этажа, высота с башней и шпилем — 156 м) и боковых корпусов (по 18 жилых этажей), составляющих структурно единый массив, опирающийся на общий цокольный этаж. Всего в здании свыше 450 квартир.
Технические этажи боковых корпусов были впоследствии модернизированы и превращены в жилые (на них можно попасть по лестнице, поднявшись из подъезда, либо по открытым переходам из центральной башни).
Основная часть здания включает в себя три больших подъезда (по одному на каждый из корпусов) и большое количество малых, отличающихся планировкой. Малые подъезды оснащены одним лифтом, обладают небольшим количеством этажей (не более 12), имеют по 1-4 квартиры на этаж.
Большие подъезды (1-й, 4-й и 14-й), обслуживаются тремя лифтами каждый. Центральный лифт 1-го подъезда (центральный корпус) способен подниматься до 23 и 24 этажей. Также все три лифта 1-го подъезда не останавливаются на втором этаже. На каждом этаже расположено от 4 до 8 квартир, вестибюли богато отделаны (зеркала, роскошные люстры) и могут запираться, изолируя этаж от лестниц и площадки перед лифтами (фактически каждый этаж делится лифтовой зоной на два вестибюля).
Расположенный в башне лифт, предназначенный для обслуживания 24-30-го этажей, длительное время находившийся в запустении, в настоящее время восстановлен владельцем жилого помещения на 25-м этаже. Помещения башни на верхних этажах в настоящее время используются в качестве служебных или сдаются в аренду коммерческим структурам, в основном для размещения аппаратуры связи.
На первом и цокольном этажах здания изначально находились магазины и кинотеатр «Пламя» (в настоящее время не работает), в подвальном помещении — подземные гаражи. Часть цоколя была переоборудована под казино, прекратившее работу в 2004 году. В настоящее время на его месте размещается боулинг-клуб.
Подвалы здания стыкуются с системой подземных сооружений, в частности с бомбоубежищем, выходящим далеко за пределы надземной части здания.

### Административно-жилое здание возле «Красных Ворот»
55°46′10″ с. ш. 37°38′58″ в. д.

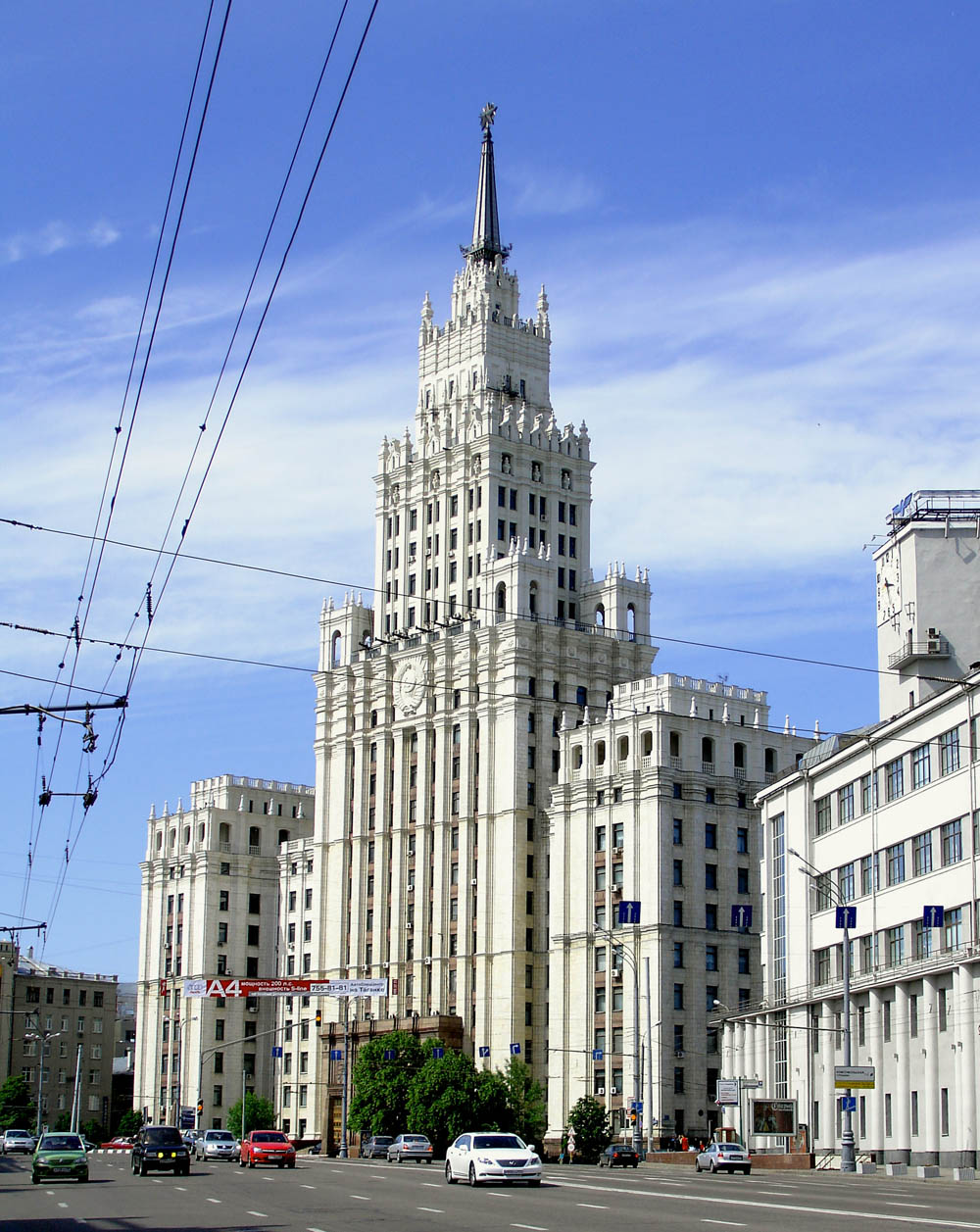
Административно-жилое здание на площади Красных Ворот

Архитекторы: А. Н. Душкин, Б. С. Мезенцев.
Было построено с 1947 по 1952 годы. 138-метровое здание состоит из 24-этажного центрального корпуса, занимаемого в советский период Министерством транспортного строительства (в настоящее время — «Корпорация Трансстрой»), и двух жилых корпусов переменной этажности (от 11 до 15 этажей).
В правом крыле здания находится один из двух вестибюлей станции метро «Красные Ворота», выходящий на Каланчёвскую улицу, а также размещаются ювелирный и продовольственный магазины и аптека. Общий подвал связывает все три корпуса, не имеющие наземных и чердачных переходов. Подвал также связан со служебными помещениями метро и сетью подземных специальных сооружений. Во дворе дома действует ресторан, пристыкованный к центральному корпусу; в левом крыле здания расположен детский сад.

### Гостиница «Ленинградская»
55°46′26″ с. ш. 37°39′05″ в. д.

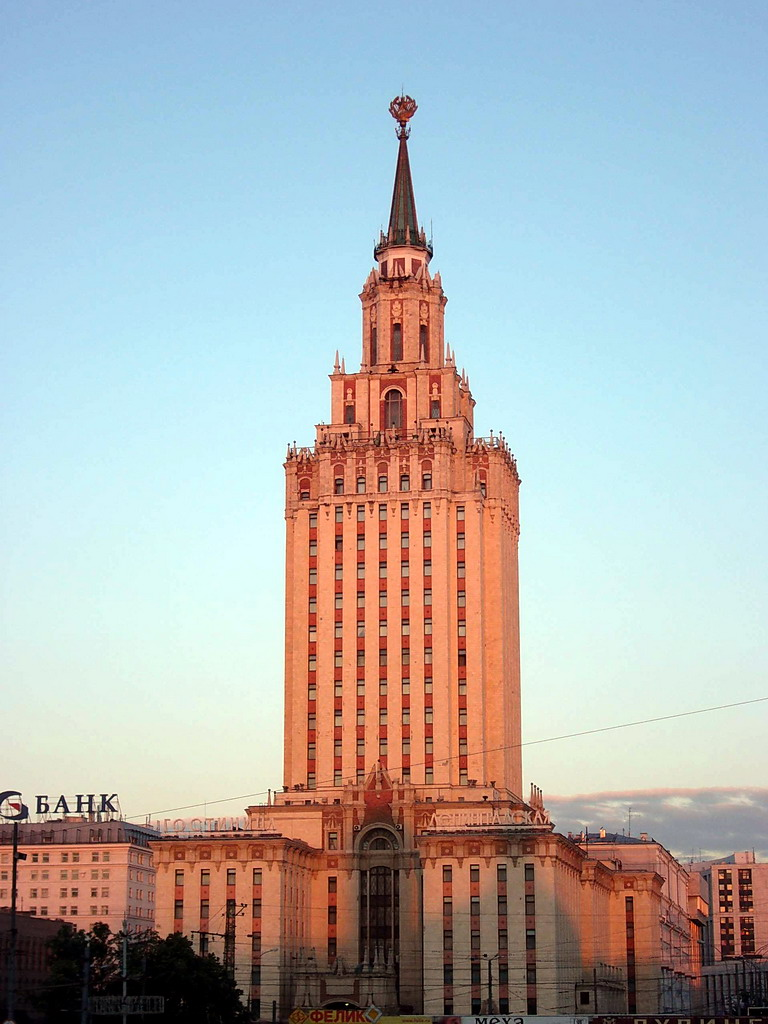
Гостиница «Ленинградская» в 2006 году

Архитекторы: Л. М. Поляков, А. Б. Борецкий. Инженер Е. В. Мятлюк. 1949—1954 гг.
В семействе сталинских высоток гостиница «Ленинградская» самая маленькая — всего 21 этаж и 136 метров высоты. Внушительная башня «Ленинградской» возвышается на Комсомольской площади, рядом с тремя вокзалами — Ленинградским, Ярославским и Казанским.
Её интерьер выполнен в духе московского барокко. Древнерусские мотивы, умело обыгранные в решетках, лепнине, мозаиках, люстрах, напоминающих церковные паникадила. Люстра-гирлянда, занимающая 4 этажа, даже попала в книгу рекордов Гиннесса. Через год после окончания строительства вышло постановление «Об устранении излишеств в проектировании и строительстве», после которого архитекторы Поляков и Борецкий были лишены званий лауреатов Сталинской премии, а Полякова, помимо прочего, сняли с должности руководителя Архитектурной мастерской института «Моспроект».
По состоянию на конец 2023 года является частью международной сети отелей Hilton.

## Непостроенные высотки

### Административное здание в Зарядье
55°45′05″ с. ш. 37°37′44″ в. д.

Проект высотки в Зарядье

275-метровое 32-этажное административное здание в Зарядье было последним, самым центральным и высотным из восьми сталинских небоскребов, заложенных в день 800-летнего юбилея Москвы. Его не достроили — помешала смерть Сталина. Впрочем, работы по сооружению стилобата к весне 1953 года успели практически завершить. Под стилобатом скрывался технический этаж, а под ним двухъярусный бетонный бункер, который, вероятно, планировалось использовать в качестве бомбоубежища. В восьмой высотке хотели разместить Наркомат тяжёлого машиностроения СССР. Но стройку законсервировали, а 1954 год уже внес ясность в дальнейшие планы высотного строительства, которые в виде сталинских высоток были отменены как «архитектурные излишества».
В 1964—1967 годах на уже имевшемся стилобате была построена гостиница «Россия».

### Прочие
По архитектуре к духу Дворца Советов и сталинских высоток были близки нереализованные проекты 1934 года здания Наркомата тяжелой промышленности на Красной площади (вместо ГУМа) и Дома Аэрофлота архитектора Чечулина, а также первоначальный проект 1947 года архитекторов Олтаржевского и Кузнецова жилого дома на площади Восстания.
Помимо построенных в упрощенном виде зданий в Киеве, Челябинске и Воронеже, подобные высотки также планировались, но не были реализованы в других столицах союзных республик и крупных областных центрах СССР. Например, сталинские высотки проектировались (а в случае реализации позже были заменены более простыми проектами) для зданий Харьковского университета, Домов Советов в Казани, Сталинграде, Челябинске, Свердловске, Новосибирске, Барнауле, Каменск-Уральском, гидропроекта и «Куйбышевэнерго» в Куйбышеве, двух жилых домов у парка Победы в Ленинграде и так далее..

## Сталинские высотки в других городах

Проект восстановления Домпроектостроя, 1948

К сталинским высоткам, построенным  в качестве «братских подарков» за пределами Москвы относят Дворец культуры и науки (Варшава, построена в 1955 году, высота  230 метра) и здание Академии наук Латвии (Рига, 1958 год, 107,6 м), также в таком качестве упоминают гостиницу «International» (Прага, 1954 год, 88 м), Дом свободной прессы (Бухарест, 1956 год, 92 м), сооружения в Киеве. По оценке историка архитектуры Владимира Паперного,  строительство высотных зданий «...растеклось за пределы России (Рига) и даже СССР (Варшава, сюда же можно в какой-то степени отнести Прагу и Бухарест), чтобы поставить там точно такие же высотные здания, как в Москве (хотя первоначально здания проектировались специально под силуэт Москвы)». В Киеве  построены урезанная гостиница «Украина» и жилой дом по улице Крещатик, 25. 
Дворец культуры и науки в Варшаве является самой высокой сталинской высоткой за пределами СССР и России и второе по высоте после МГУ. Построено в качестве подарка Советского Союза польскому народу (возведено на советские деньги советскими строителями). Жители Варшавы называют эту высотку «сувенир Сталина».
В Харькове были запроектированы несколько сталинских высоток со шпилями как архитектурная доминанта центра города.
Самым высоким таким зданием был новый корпус Харьковского университета (архитекторы Костенко, Ермилов, Жилкин); на Лопанской стрелке была запроектирована «сталинская высотка» со шпилем; шпилями должны были быть увенчаны Центральный универмаг (Харьков), Дом ХТГЗ и дом на углу Театрального спуска и ул. Потебни. После кончины И. В. Сталина все данные проекты были отменены, кроме законченного постройкой в 1954 году шпиля дома ХТГЗ на площади Тевелева.
В Челябинске здание политехнического института (ныне - Главный корпус Южно-Уральского государственного университета) планировалось как подражание МГУ, с башней и шпилем, но было построен в 1960 году без них, по упрощенному проекту. В 2003 году здание было  надстроено и его облик приблизился к первоначальному проекту. Высота здания - 86 метров, что делало его самым высоким зданием города с 2003 по 2007 годы[значимость факта?].
В Уфе архитектором Б. Г. Калимуллиным спроектирован комплекс зданий на Верхнеторговой площади, с 15-этажным центральным корпусом с башней со шпилем, на месте Гостиного двора. Проект утверждён в 1954. Единственное здание комплекса — Дом Советов (1950—1951; в соавторстве с С. Г. Калимуллиным), проект которого разрабатывался ещё в 1930-е — построено к 1961—1963, для главного корпуса Уфимского авиационного университета (ныне Уфимский университет науки и технологий).

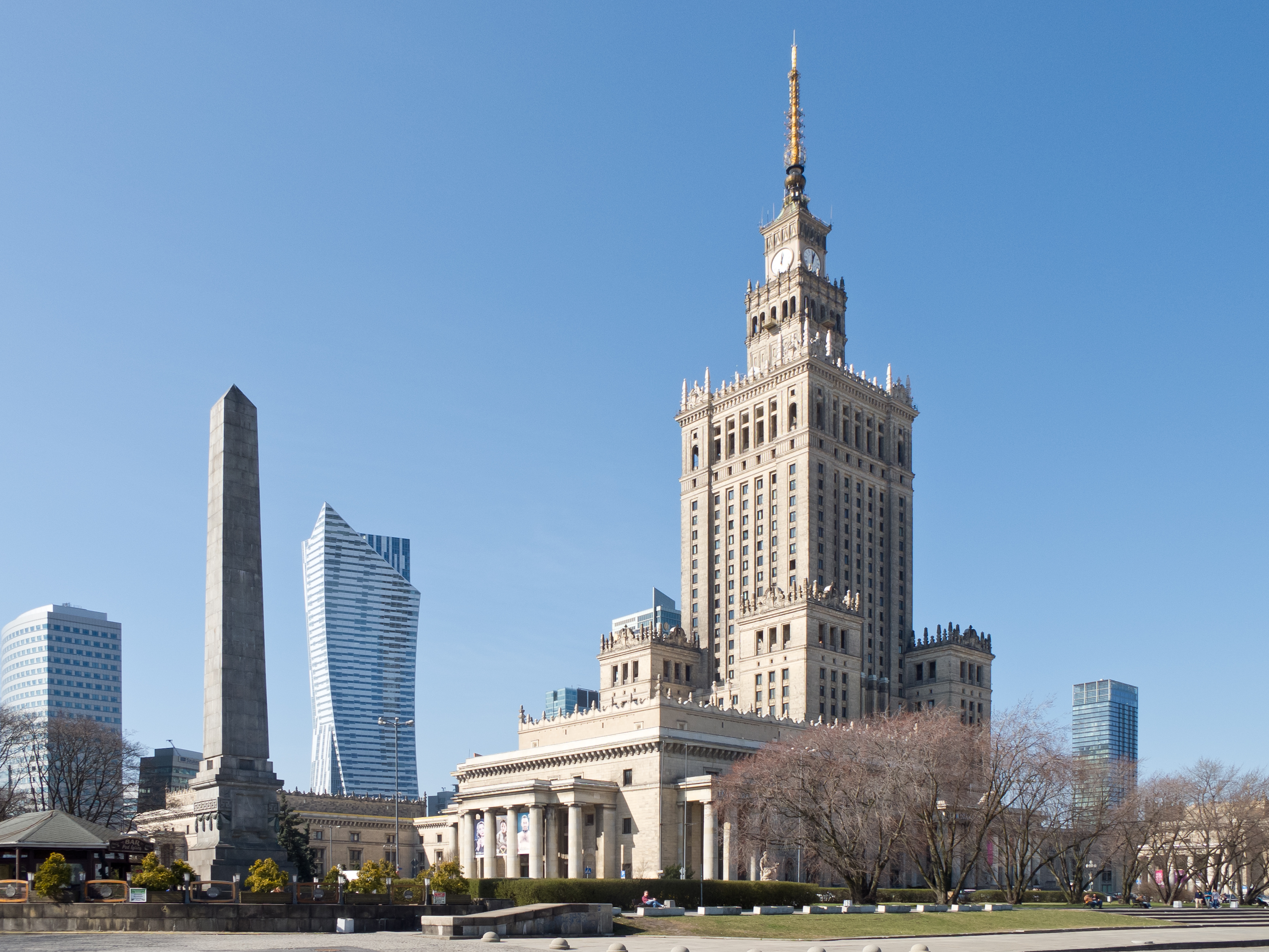
Дворец культуры и науки, Варшава
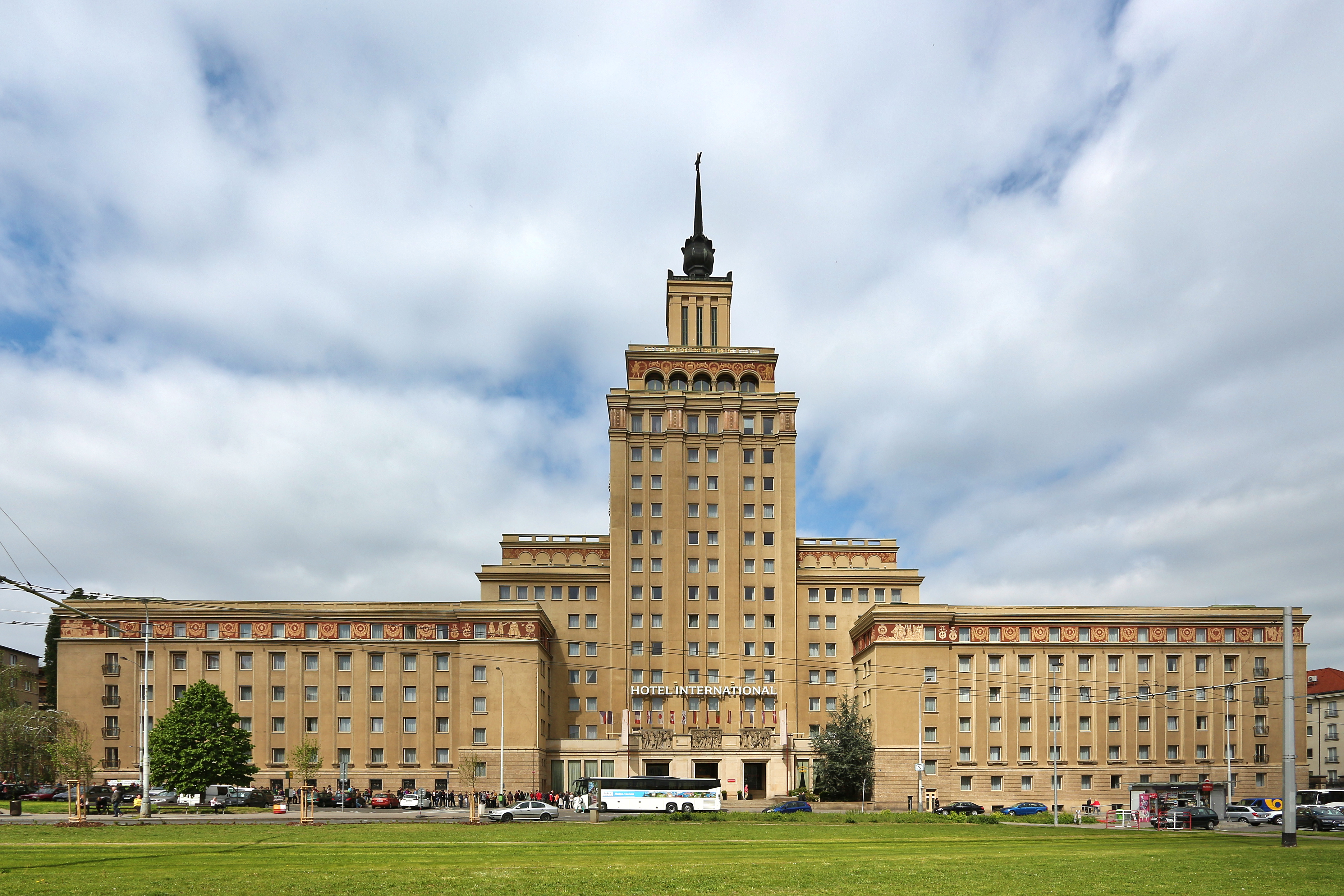
Гостиница International, Прага
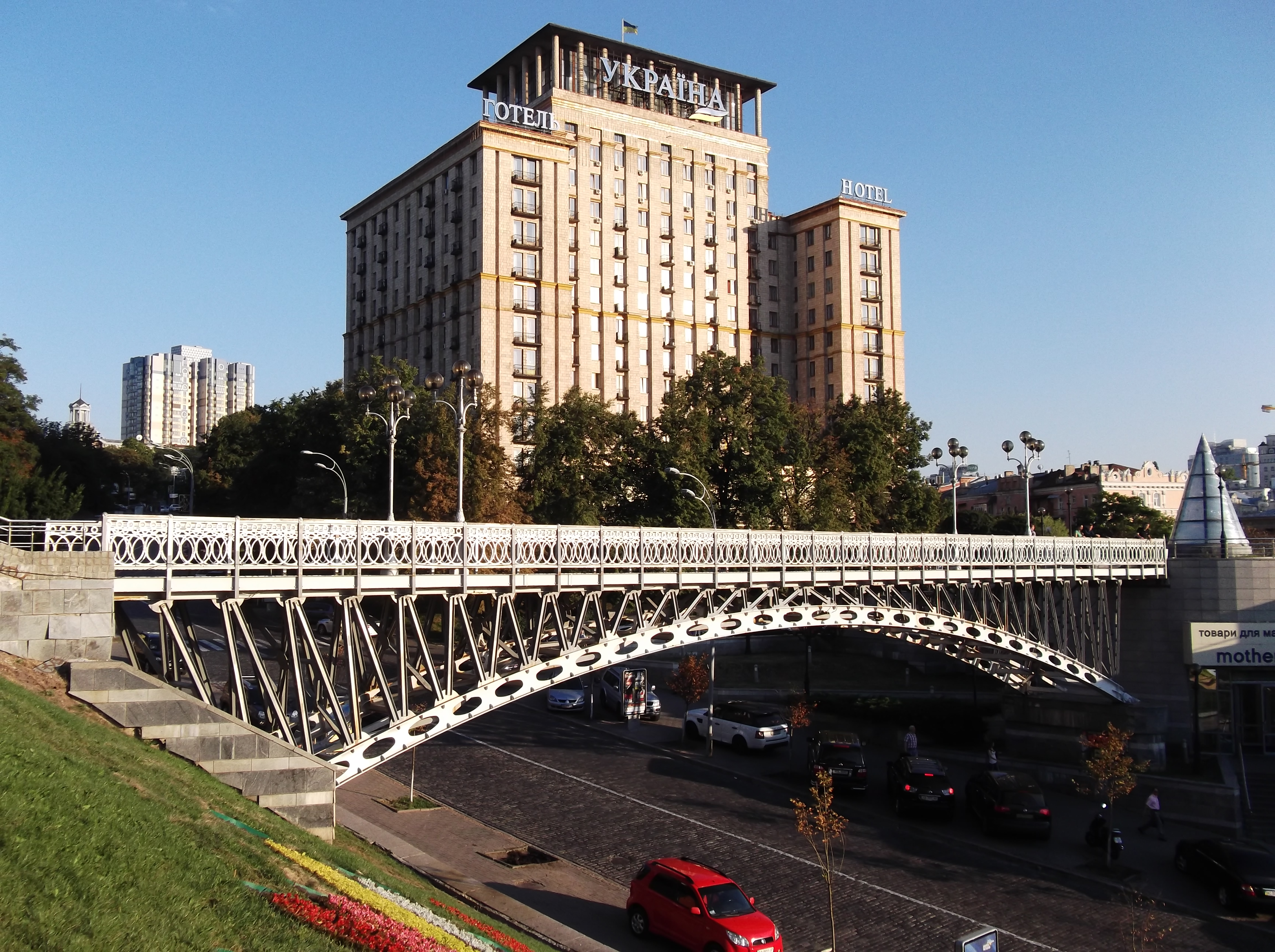
Гостиница «Украина», Киев
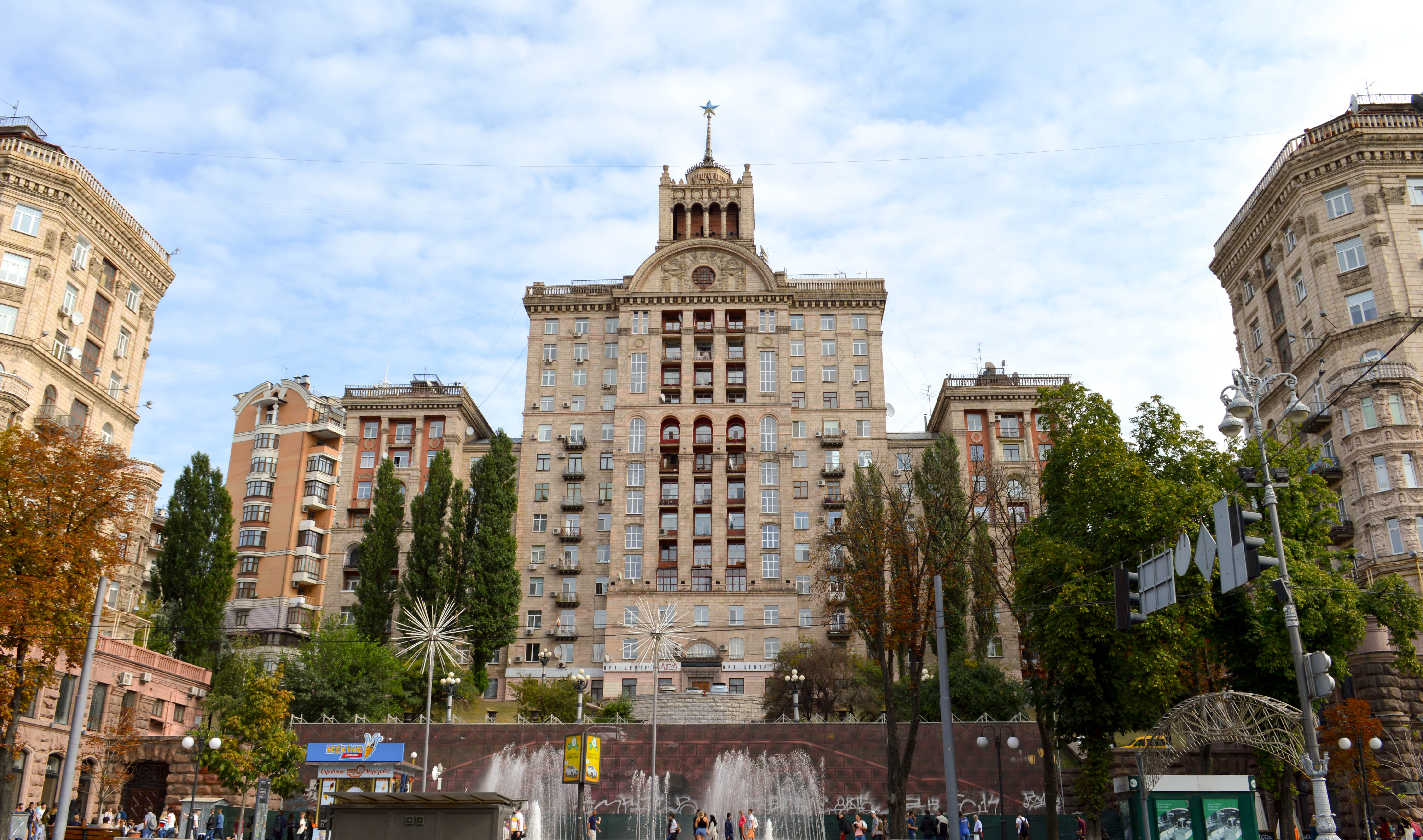
Жилой дом по улице Крещатик, 25, Киев
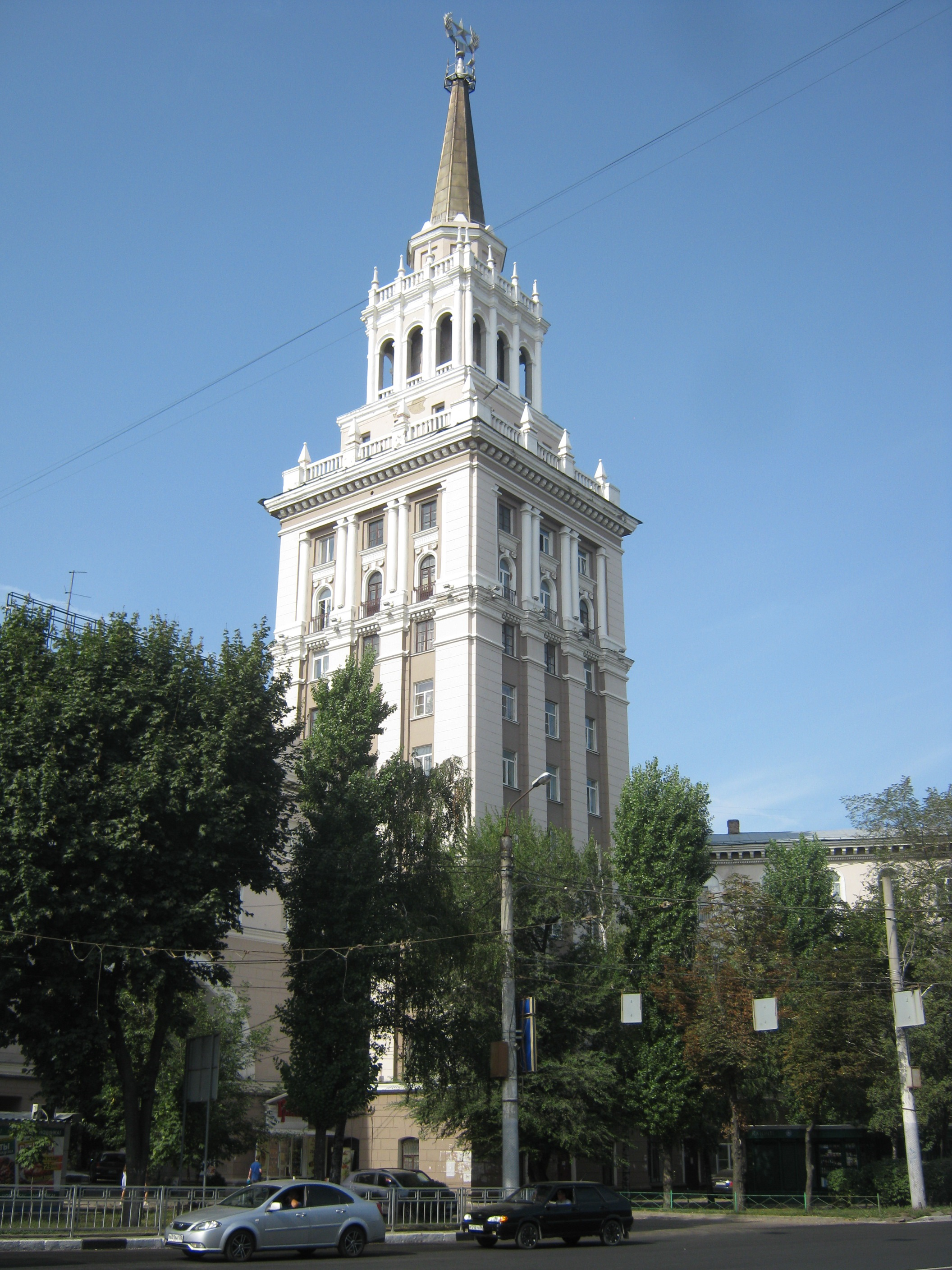
Жилой дом по Кольцовской улице, 82, Воронеж
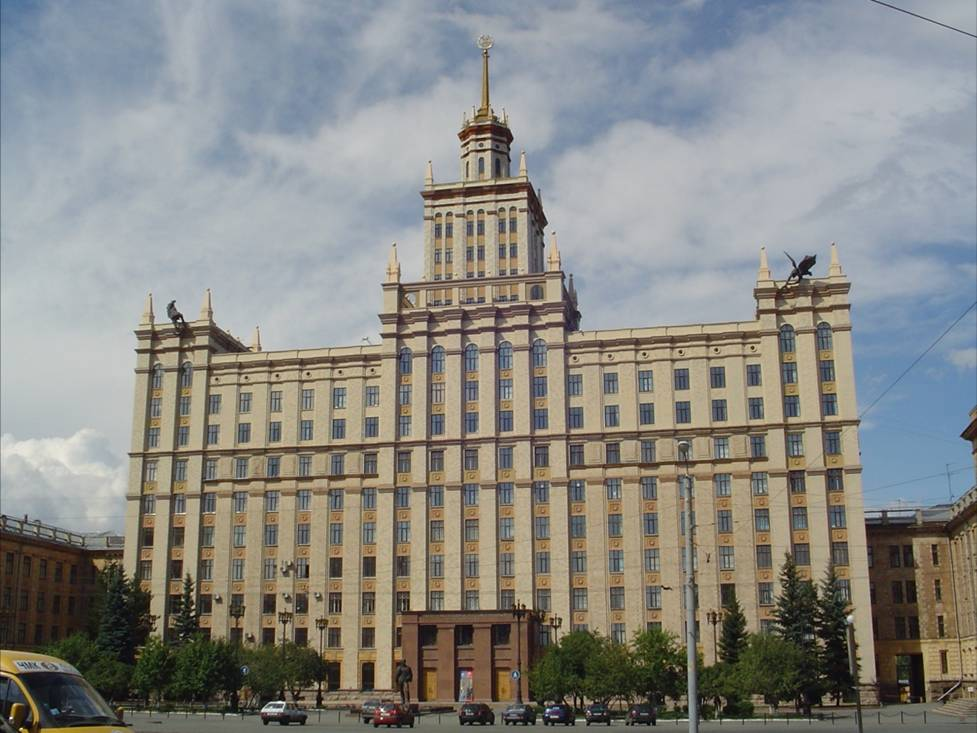
Главный учебный корпус ЮУрГУ, Челябинск
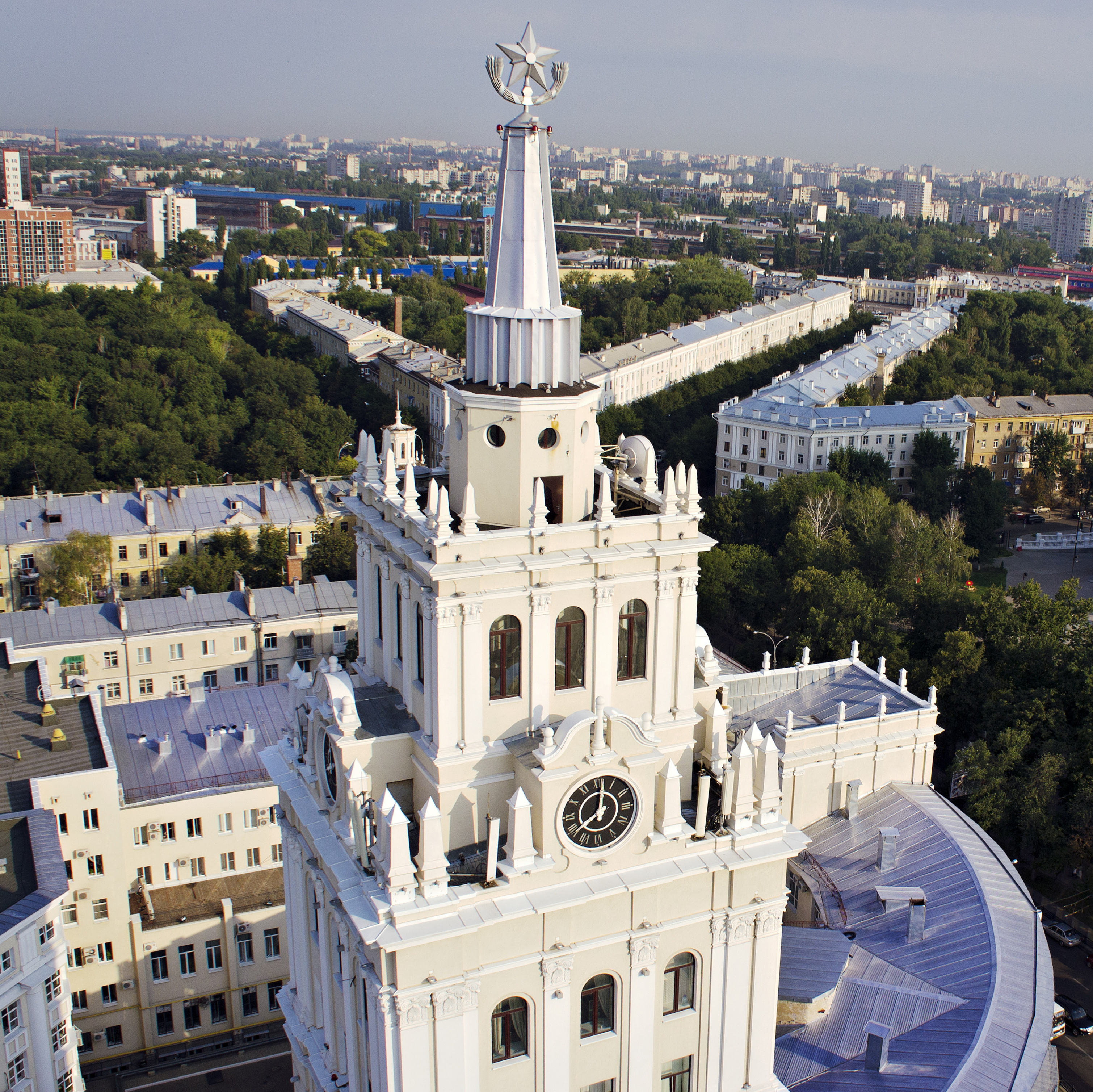
Здание управления Юго-Восточной железной дороги, Воронеж
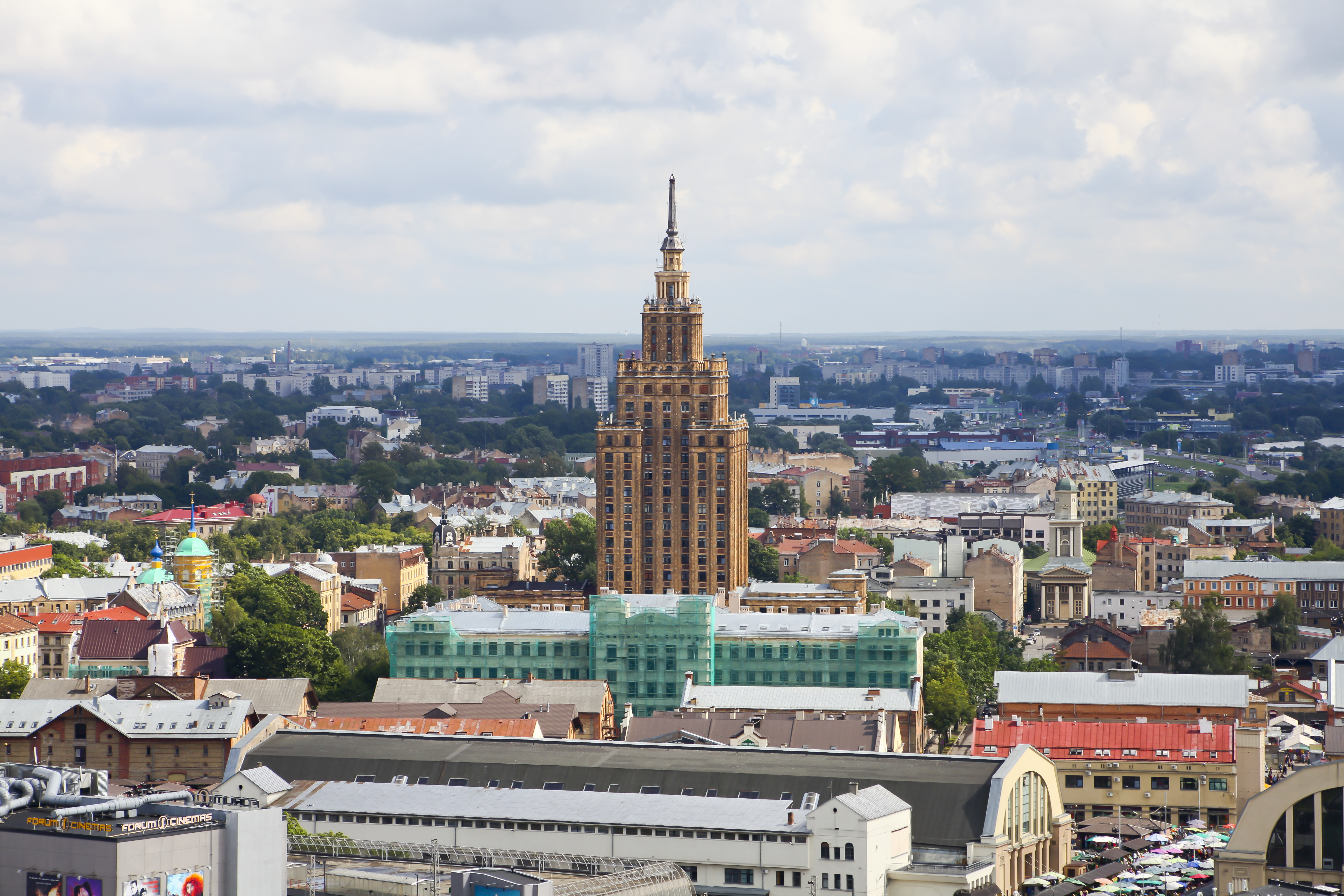
Здание Академии наук Латвии, Рига
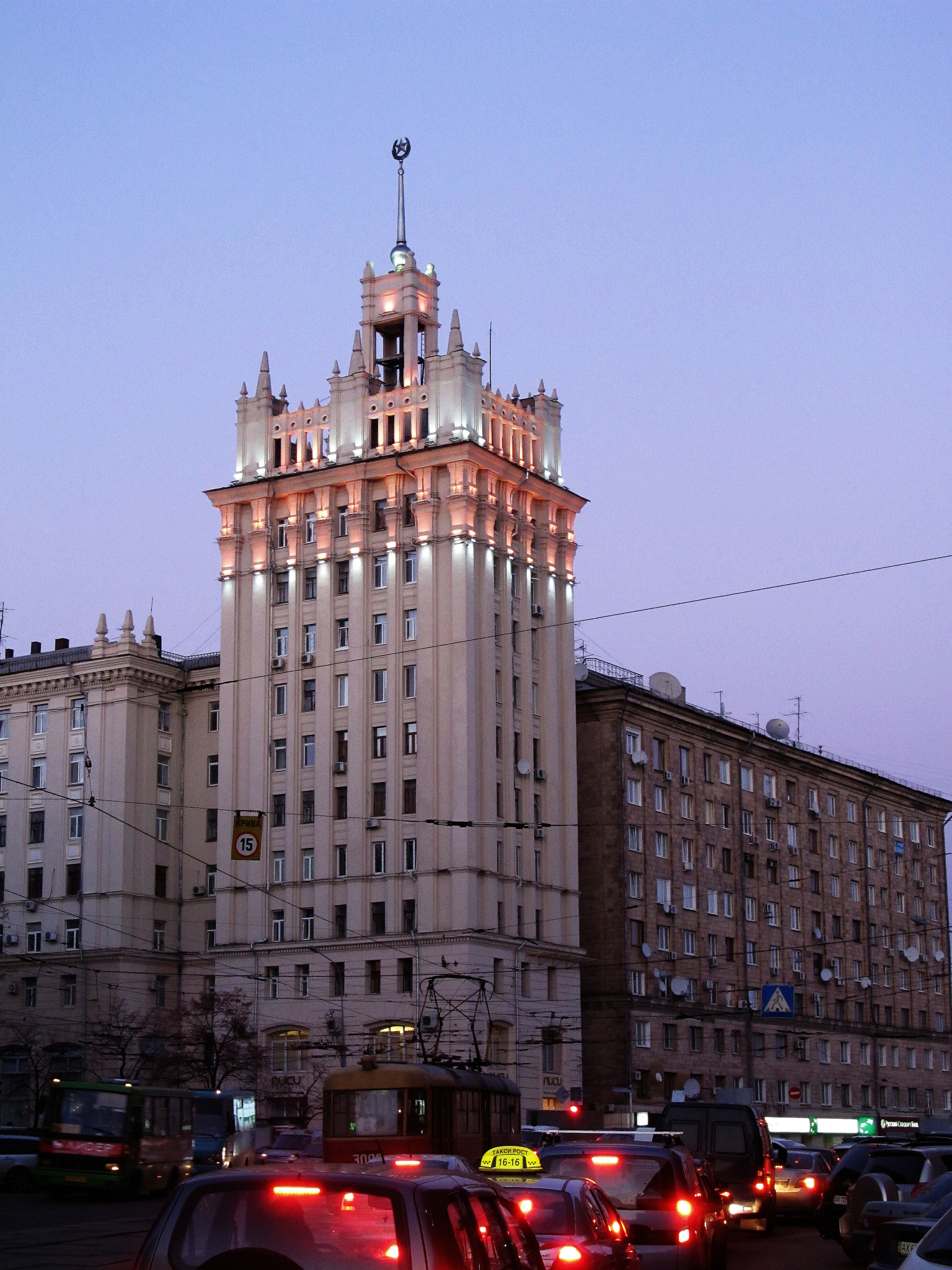
«Дом со шпилем», Харьков
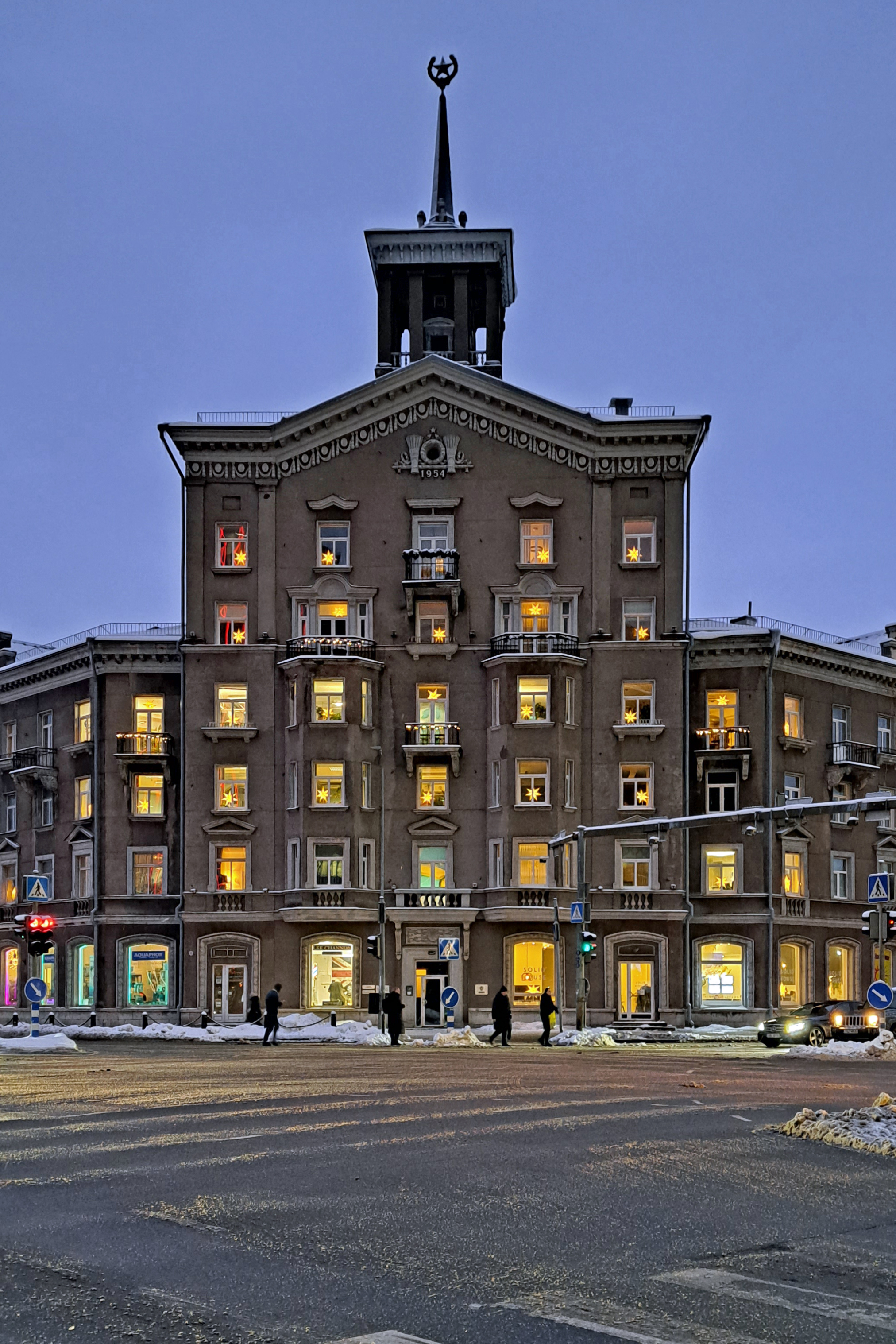
Жилой дом в сталинском стиле, Таллин

## Сталинские высотки в советской филателии

Проекты московских высотных зданий.
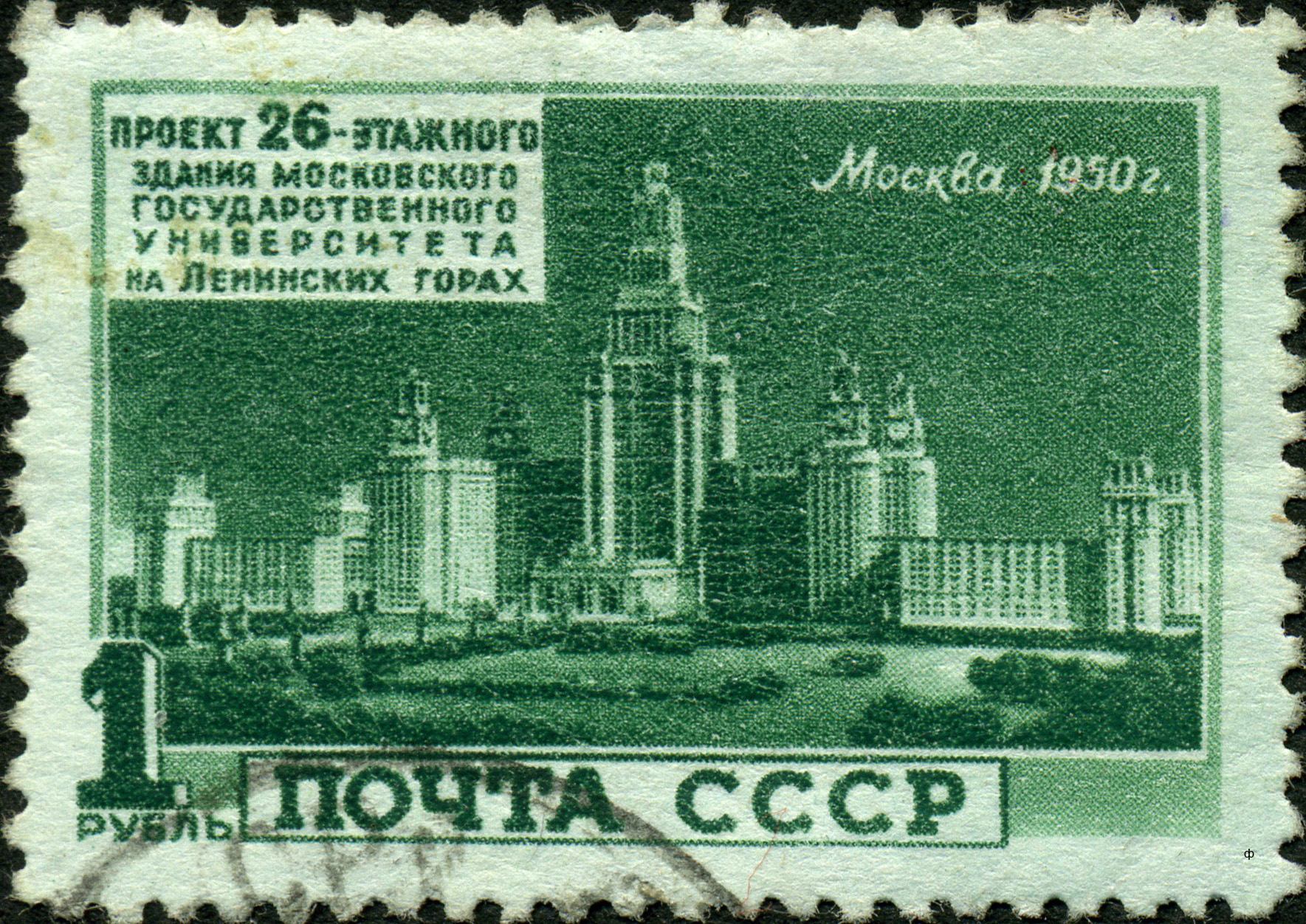
Главное здание МГУ. 1950 год  (ЦФА [АО «Марка»] № 1576)
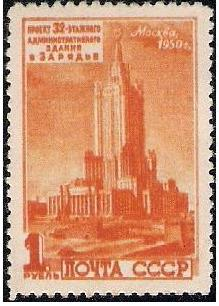
Административное здание в Зарядье. 1950 год  (ЦФА [АО «Марка»] № 1577)
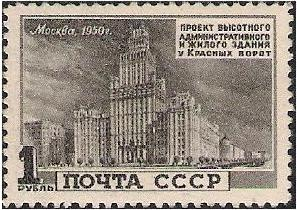
Высотное здание на площади Красных Ворот. 1950 год  (ЦФА [АО «Марка»] № 1578)
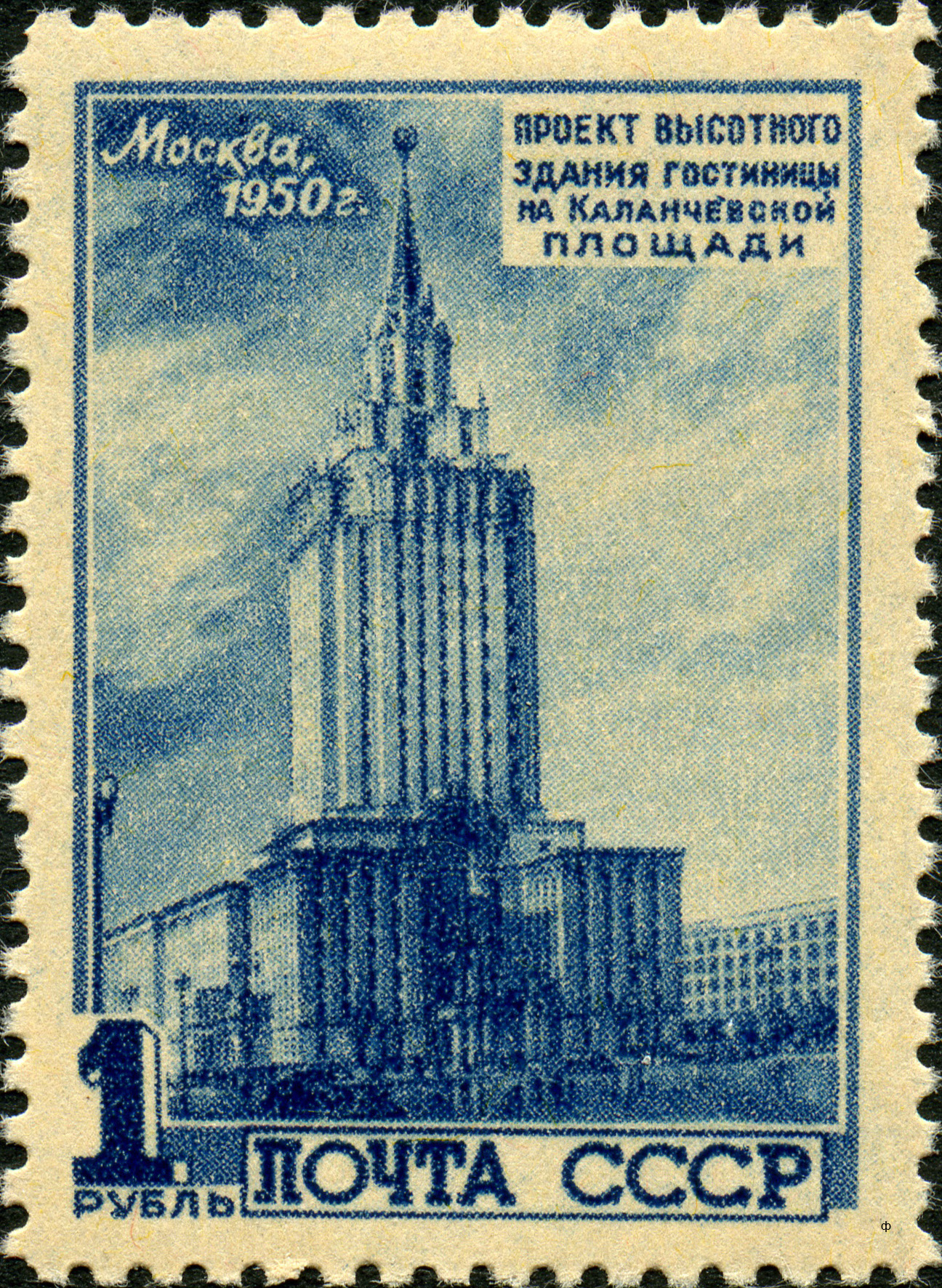
Гостиница «Ленинградская». 1950 год  (ЦФА [АО «Марка»] № 1579)
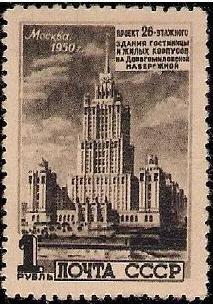
Гостиница «Украина». 1950 год  (ЦФА [АО «Марка»] № 1580)
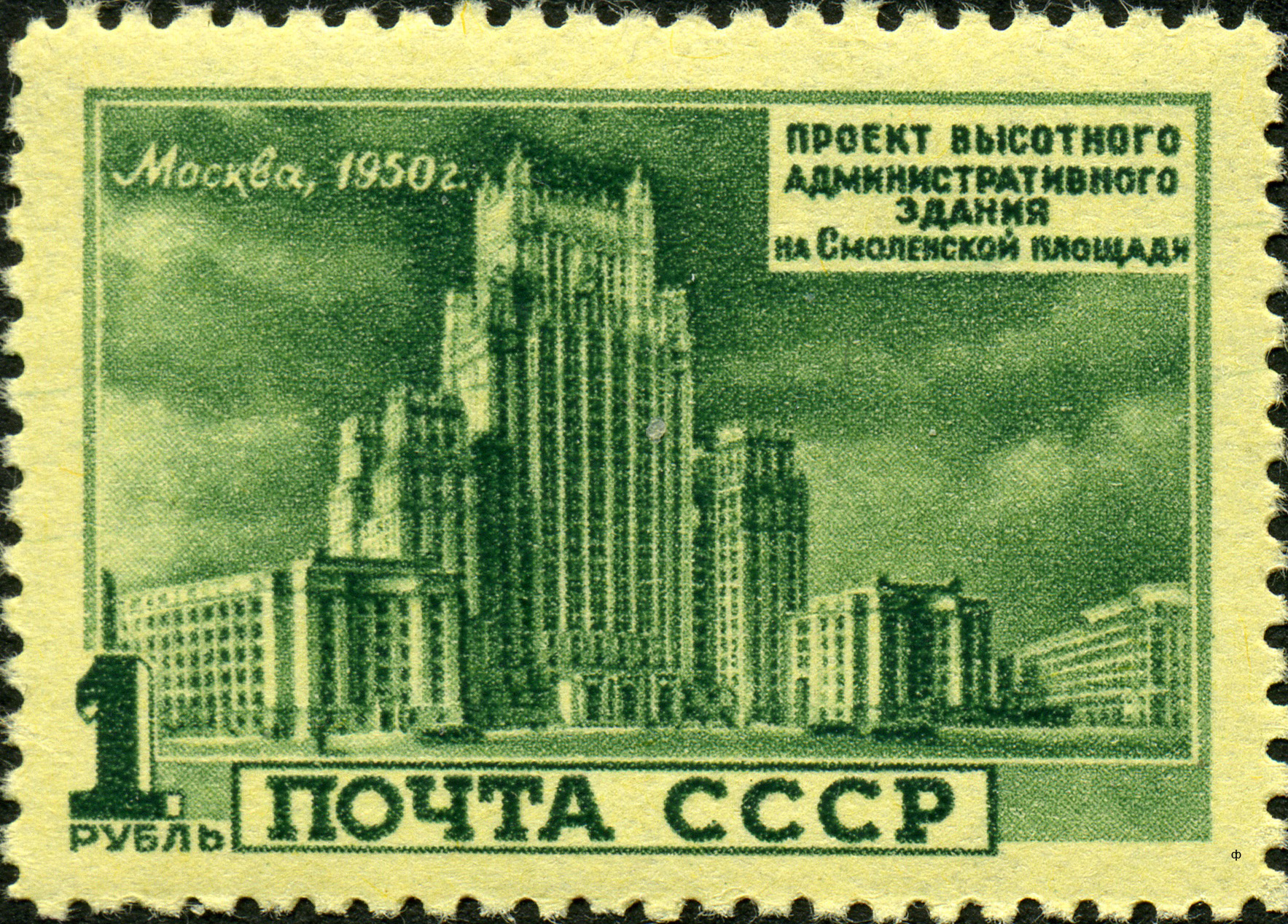
Административное здание на Смоленской площади. 1950 год  (ЦФА [АО «Марка»] № 1581)
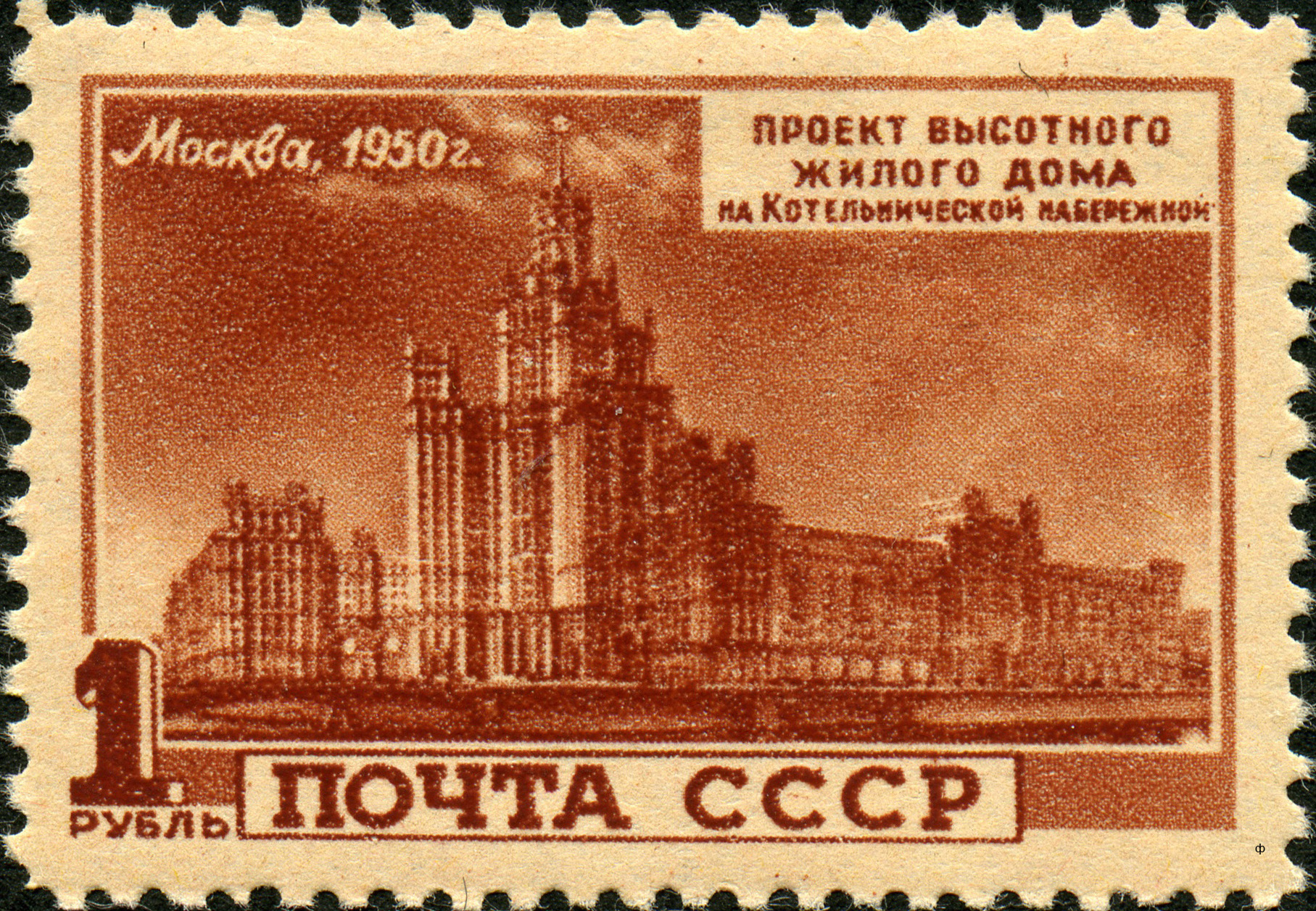
Жилой дом на Котельнической набережной. 1950 год:  (ЦФА [АО «Марка»] № 1582)
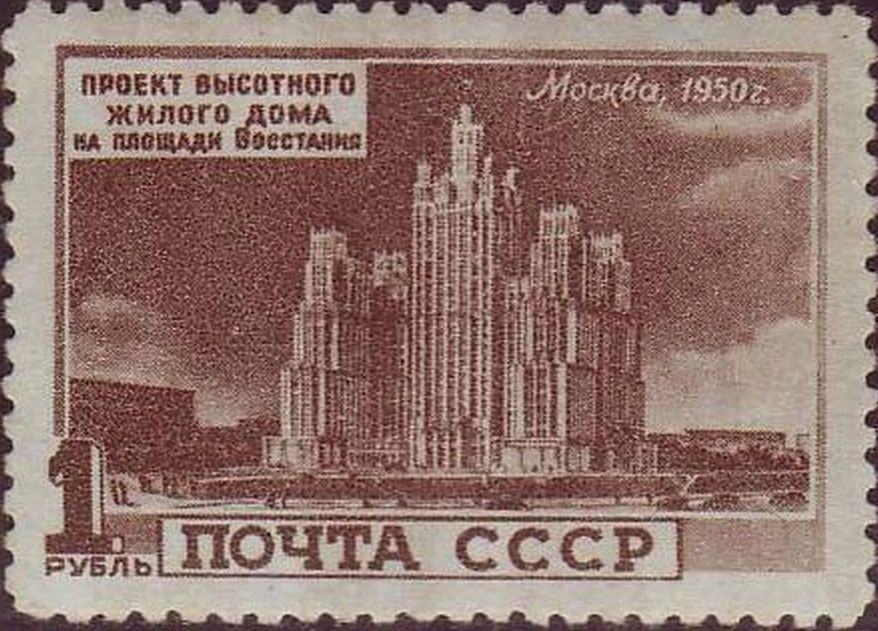
Жилой дом на Кудринской площади (быв. площадь Восстания). 1950 год:  (ЦФА [АО «Марка»] № 1583)

В стиле московских высоток.
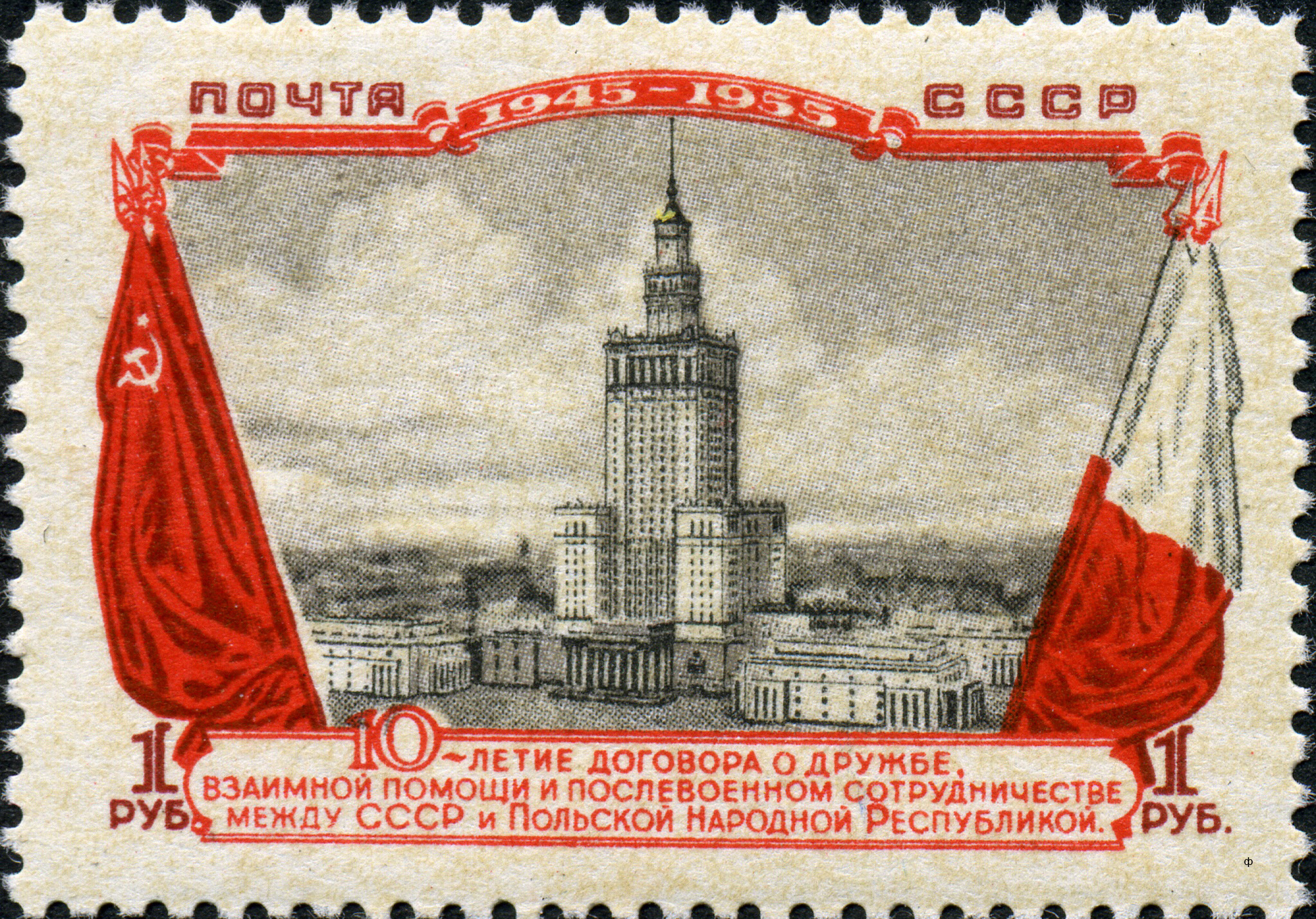
Дворец культуры и науки в Варшаве, Польша. 1955 год  (ЦФА [АО «Марка»] № 1809)
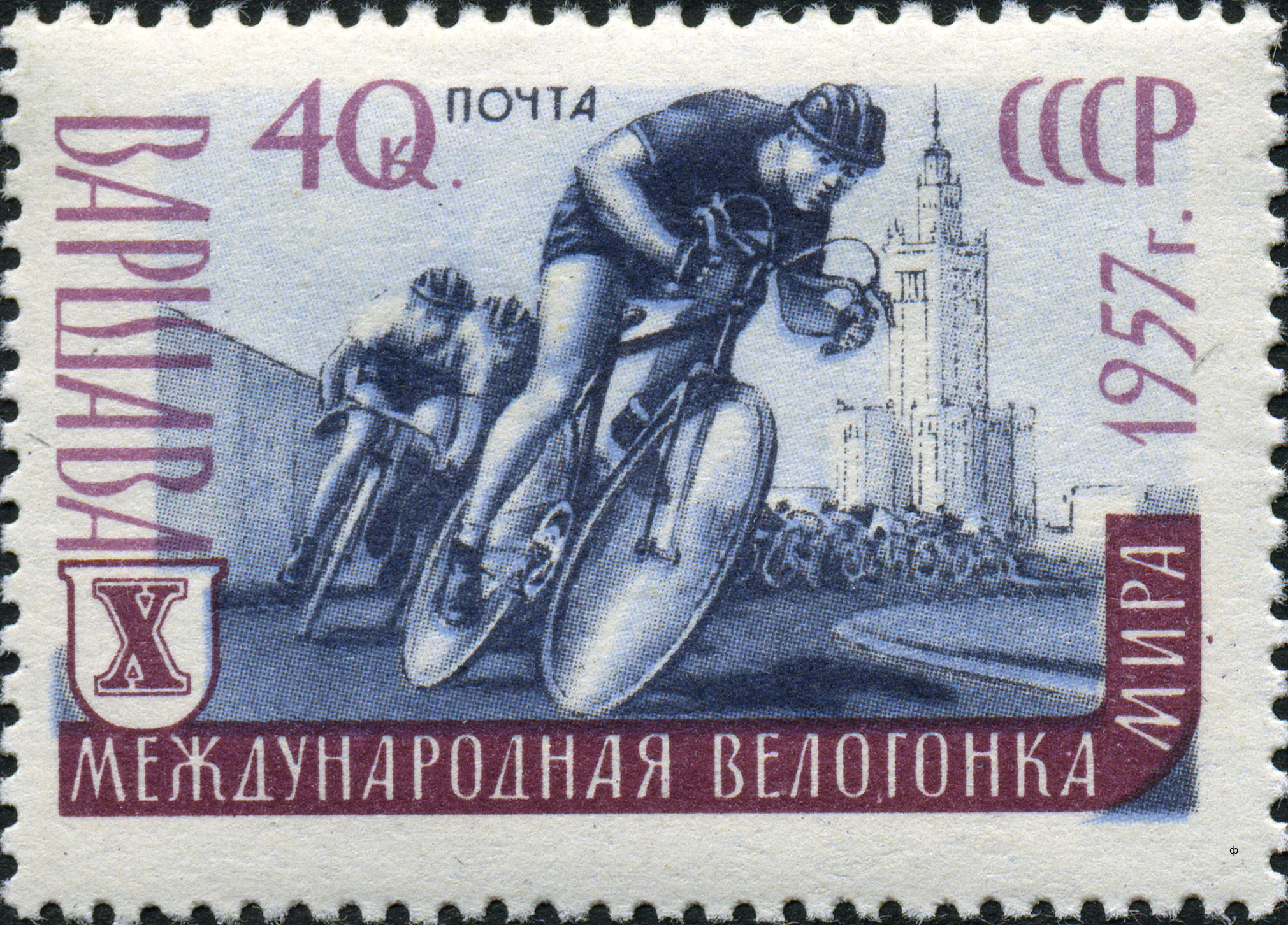
Велогонки. Дворец культуры и науки в Варшаве. 1957 год  (ЦФА [АО «Марка»] № 2015)
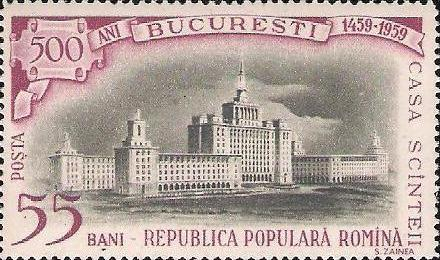
Дом свободной прессы в Бухаресте. Румыния, 1959 год: Michel #1798